# 언어인류학
언어인류학(言語人類學)은 이론언어학의 통찰력을 응용한 인류학의 한 분야이다. 말의 형식과 담론의 과정에서 언어와 문화의 상관성을 연구한다.
언어인류학은 언어가 어떻게 의사소통을 형성하고, 사회적 정체성과 집단 구성원을 형성하고, 대규모 문화적 신념과 이데올로기를 조직하고, 자연과 사회 세계의 공통 문화적 표현을 개발하는지 탐구한다.

## 역사적 발전
언어인류학은 언어인류학에 접근하기 위한 표준을 설정한 세 가지 서로 다른 패러다임의 개발에서 나타났다. 현재 "인류학적 언어학"으로 알려진 첫 번째 분야는 언어 기록에 중점을 둔다. 두 번째는 "언어인류학"으로 알려져 있으며 언어 사용에 대한 이론적 연구에 참여한다. 세 번째는 지난 20~30년에 걸쳐 개발되었으며, 언어학적 고려를 통해 인류학의 다른 하위 분야의 문제를 연구한다. 순차적으로 발전했지만 세 가지 패러다임 모두 오늘날에도 여전히 실행되고 있다.

## 관심분야
현대 언어인류학은 위에서 설명한 세 가지 패러다임 모두에 대한 연구를 계속하고 있다.
1. 언어의 문서화
2. 문맥을 통한 언어 공부
3. 언어적 수단을 통한 정체성 연구

세 번째 패러다임인 언어학적 수단을 통한 인류학적 문제의 연구는 현재 언어인류학자들이 연구할 수 있는 풍부한 분야이다.

## 같이 보기
- 민족언어학
- 사회언어학